# Stenorhopalus lepturoides
Stenorhopalus lepturoides là một loài bọ cánh cứng trong họ Cerambycidae.